# Municipio de Cobb
El municipio de Cobb (en inglés: Cobb Township) es un municipio ubicado en el condado de Franklin en el estado estadounidense de Arkansas. En el año 2010 tenía una población de 0 habitantes y una densidad poblacional de 0 personas por km².

## Geografía
El municipio de Cobb se encuentra ubicado en las coordenadas 35°44′20″N 93°43′41″O / 35.73889, -93.72806. Según la Oficina del Censo de los Estados Unidos, el municipio tiene una superficie total de 41.5 km², de la cual 41.5 km² corresponden a tierra firme y (0%) 0 km² es agua.

## Demografía
Según el censo de 2010, había 0 personas residiendo en el municipio de Cobb. La densidad de población era de 0 hab./km². De los 0 habitantes, el municipio de Cobb estaba compuesto por el División entre cero% blancos, el División entre cero% eran afroamericanos, el División entre cero% eran amerindios, el División entre cero% eran asiáticos, el División entre cero% eran isleños del Pacífico, el División entre cero% eran de otras razas y el División entre cero% pertenecían a dos o más razas. Del total de la población el División entre cero% eran hispanos o latinos de cualquier raza.